# Tanypus luteus
Tanypus luteus är en tvåvingeart som först beskrevs av Gimmerthal 1836.  Tanypus luteus ingår i släktet Tanypus och familjen fjädermyggor. Inga underarter finns listade i Catalogue of Life.